# Bilanzbündeltheorie
Als Bilanzbündeltheorie wurde die stärkste Ausprägung des Transparenzprinzips bei der Einkommensbesteuerung von Mitunternehmerschaften bezeichnet. Die Mitunternehmerschaften wurden quasi einkommensteuerlich als Einzelunternehmen behandelt. Eine Gesellschaftsbilanz (Bündel der jeweiligen Einzelbilanzen der Mitunternehmer) war in diesem Zusammenhang ohne Bedeutung. 

## Geschichte
Die Bilanzbündeltheorie wurde vom Reichsfinanzhof für Personengesellschaften entwickelt: „Das Einkommensteuergesetz sieht die OHG nicht als selbständiges Steuersubjekt an, sondern behandelt die Teilhaberschaft daran als selbständigen Gewerbebetrieb jedes einzelnen Mitunternehmers. Die einheitliche Bilanz des Unternehmens ist steuerlich nur eine Zusammenführung der an sich für jeden einzelnen Mitunternehmer besonders aufgestellten Bilanzen.“
Daraus ergab sich, dass unabhängig davon, ob Personengesellschaften „wirtschaftlich noch so lebensfähige Gebilde“ sind, sie „für die Einkommensteuer [...] überhaupt nicht da“ seien.
Später wurde diese ausgeprägte Interpretation des Transparenzprinzips durch den Großen Senat des Bundesfinanzhofs eingeschränkt:
„Eine Personengesellschaft unterliegt zwar als solche nicht der Einkommensteuer und ist insoweit nicht Steuersubjekt. [...] Eine Personengesellschaft ist jedoch für die Einkommensteuer oder Körperschaftsteuer insoweit Steuerrechtssubjekt, als sie in der Einheit ihrer Gesellschafter Merkmale eines Besteuerungstatbestandes verwirklicht, welche den Gesellschaftern für deren Besteuerung zuzurechnen sind.“
Ein weiteres Urteil des BFH zur Einschränkung der Bündeltheorie stammt bereits von 1975.

## Einordnung der Bilanzbündeltheorie im System der Klassifikationen einkommensteuerlicher Behandlungen von Mitunternehmerschaften
Möchte man eine Klassifikation der Ausprägung des Transparenzprinzips bis hin zum Trennungsprinzip darstellen, könnte man folgende Einteilung vornehmen, wobei 2. bis 4. Formen des Transparenzprinzips sind, wobei die Ausgeprägtheit mit höherer Nummerierung abnimmt:
1. Einzelunternehmen
2. Bilanzbündeltheorie
3. „Vielheit der Gesellschafter“ (aktuelle Interpretation des Transparenzprinzips)
4. Einheit der Gesellschaft
5. Trennungsprinzip